# مزدا هزاره

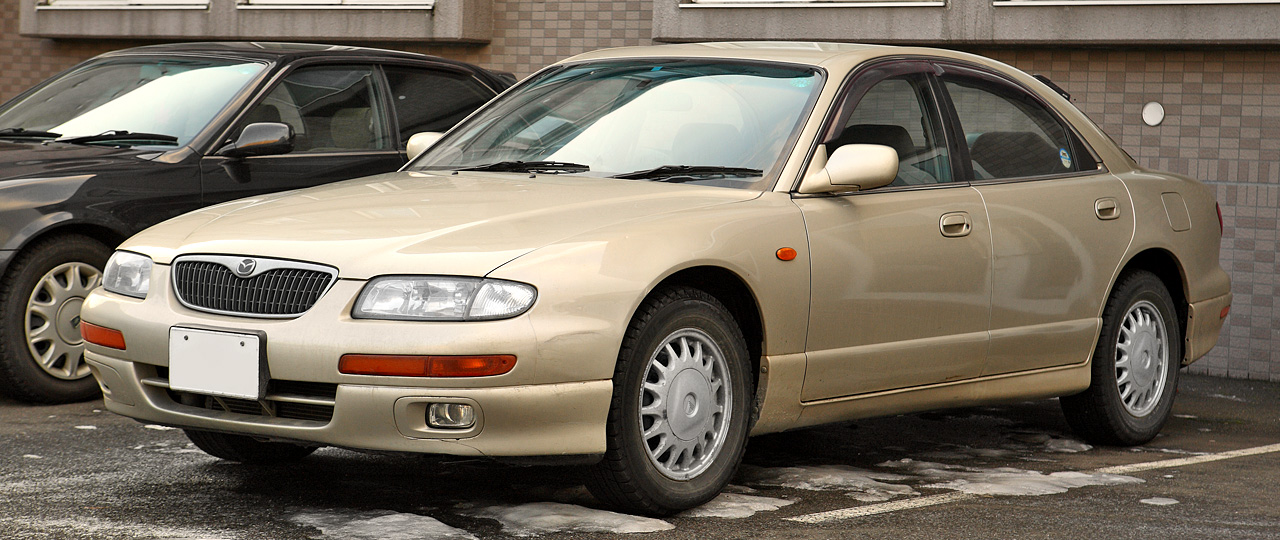

مزدا هزاره (Mazda Millenia) خودرویی است که در سال‌های ۱۹۹۳–۲۰۰۳در هیروشیما و ژاپن تولید شده‌است. است. سیستم جعبه‌دندهٔ آن ۵ دنده به دو صورت خودکار و دستی است.

## نگارخانه

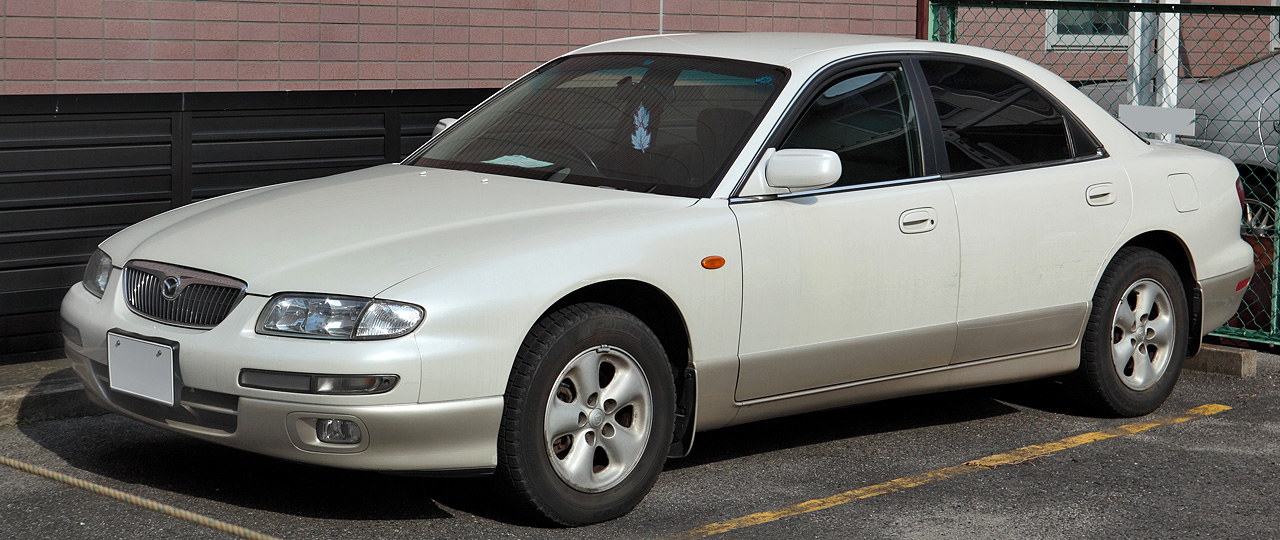
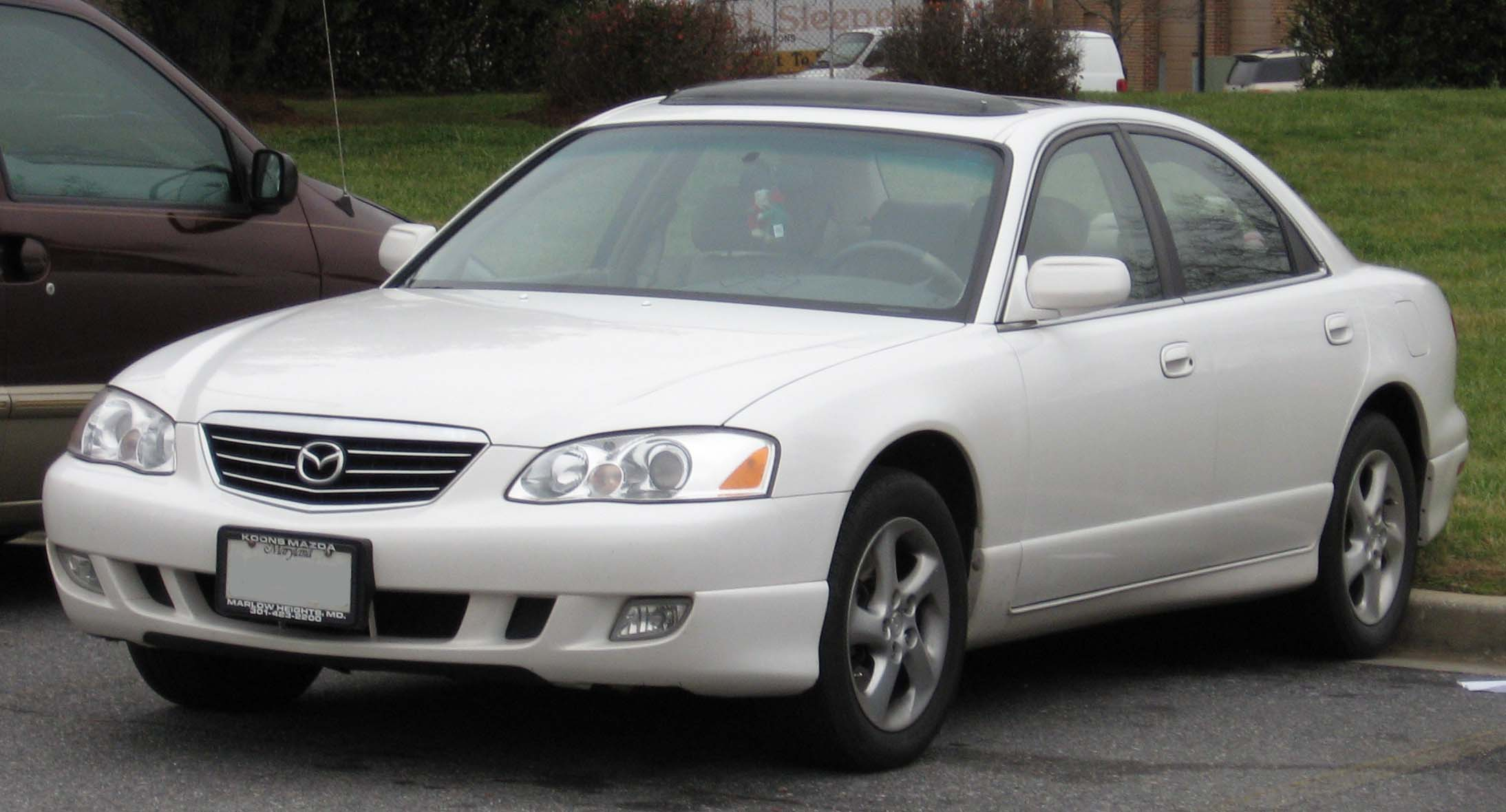